# Arròs (Vielha e Mijaran)
Arròs és una entitat de població de Vielha e Mijaran i de l'entitat municipal descentralitzada d'Arròs e Vila, a la Vall d'Aran. Està inclosa a l'Inventari del Patrimoni Arquitectònic de Catalunya.

## Descripció
El poble d'Arròs, que formava part de l'antic terme municipal d'Arròs i Vila, es troba a 956 m d'altitud, enlairat damunt la riba dreta de la Garona (abans de la seva confluència amb el riu de Varradós), als vessants orientals de la muntanya de Mariagata. El 2019 tenia 110 h. El poble, esglaonat pel pendent de la muntanya, té a la part baixa l'església parroquial de Santa Eulàlia, un edifici gòtic del segle xiv, reformat posteriorment. Un edifici civil interessant és la Casa Ademar (coneguda també per Ço deth Senhor), de grans proporcions, amb dos torricons als extrems de la façana. Fou bastit el 1829 dins d'un estil neoclàssic.